# Wielka Synagoga w Dynowie
Wielka Synagoga w Dynowie – nieistniejąca synagoga znajdująca się w Dynowie przy wschodniej pierzei rynku. Była jedną z dziewięciu synagog w Europie zbudowanych na planie okręgu.
Synagoga została zbudowana w XVIII wieku. Po 1825 roku jej rabinem był cadyk Cwi Elimelech. Podczas II wojny światowej, 15 września 1939 roku synagoga została spalona przez Niemców oraz grupę mieszkańców Dynowa wraz z kilkudziesięcioma Żydami. Ruiny synagogi rozebrano w sierpniu 1940. Po zakończeniu wojny nie została odbudowana.